# Camponotus gilviventris
Camponotus gilviventris é uma espécie de inseto do gênero Camponotus, pertencente à família Formicidae.